# Gugney

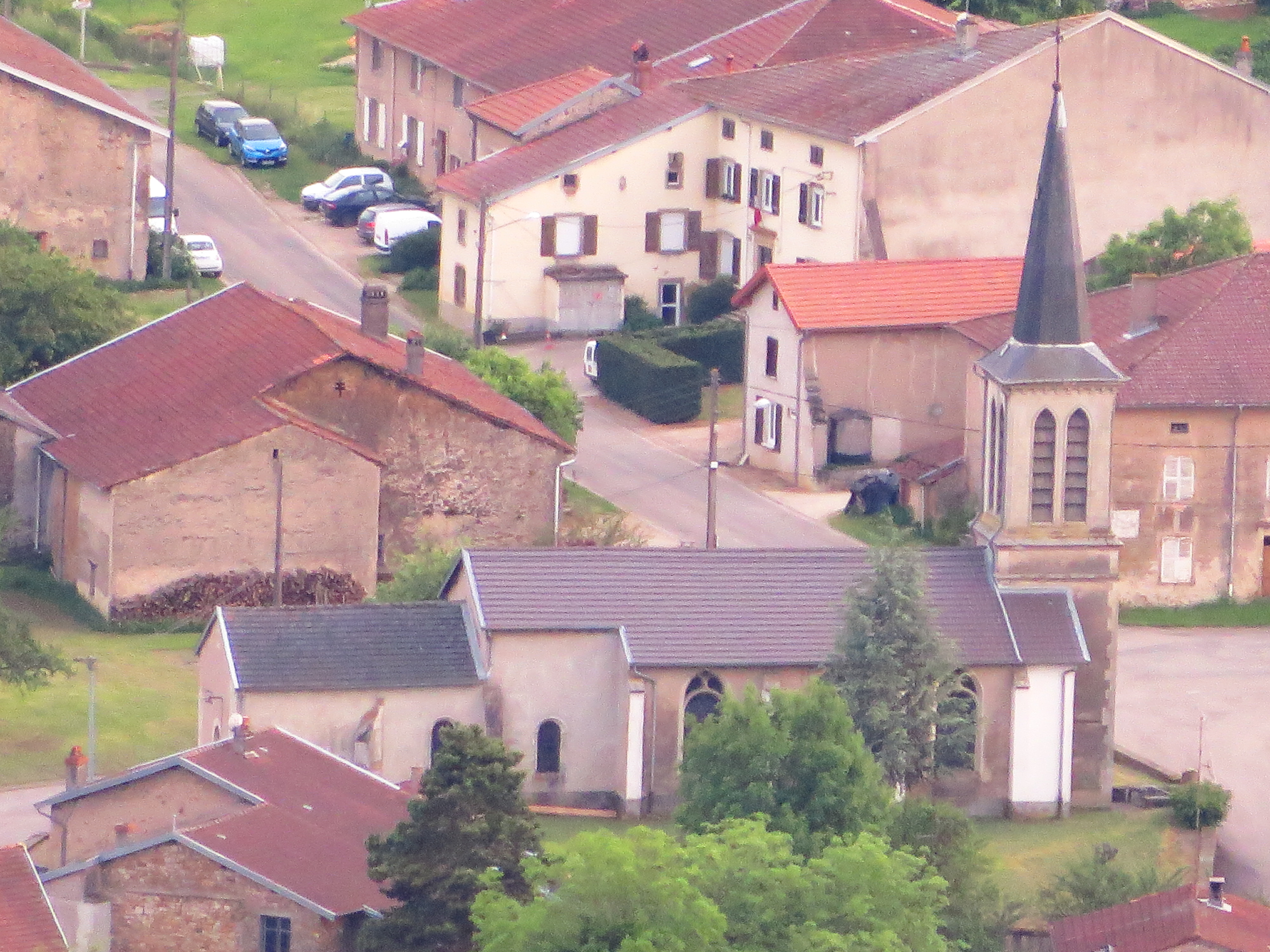
Kościół św. Marcina (2014)

Gugney – miejscowość i gmina we Francji, w regionie Grand Est, w departamencie Meurthe i Mozela.
Według danych na rok 1990 gminę zamieszkiwało 48 osób, a gęstość zaludnienia wynosiła 16 osób/km² (wśród 2335 gmin Lotaryngii Gugney plasuje się na 997. miejscu pod względem liczby ludności, natomiast pod względem powierzchni na miejscu 1175.).

## Populacja

Populacja Gugney w latach 1962–2008